# Tristan Marguet
Tristan Marguet (Monthey, 22 de agosto de 1987) é um desportista suíço que compete em ciclismo nas modalidades de pista e estrada.
Ganhou duas medalhas no Campeonato Europeu de Ciclismo em Pista, prata em 2015 e bronze em 2018. Nos Jogos Europeus de 2019 obteve uma medalha de ouro na prova de madison.

## Medalheiro internacional
| Jogos Europeus     | Jogos Europeus         | Jogos Europeus    | Jogos Europeus |
| Ano                | Lugar                  | Medalha           | Competição     |
| ------------------ | ---------------------- | ----------------- | -------------- |
| 2019               | Minsk ( Bielorrússia)  | Medalha de ouro   | Madison        |
| Campeonato Europeu |                        |                   |                |
| Ano                | Lugar                  | Medalha           | Competição     |
| 2015               | Grenchen ( Suíça )     | Medalha de prata  | Scratch        |
| 2018               | Glasgow ( Reino Unido) | Medalha de bronze | Scratch        |

## Palmarés
2018
- 1 etapa do Tour do Mar Negro[2]